# Flórián (üzletközpont)
A Flórián Üzletközpont egy budapesti bevásárlóközpont, Magyarország első üzletközpontja.

## Elhelyezkedése
Az áruház Óbudán, a Szentendrei út – Vörösvári út – Kórház utca által határolt területen, a III. kerületi Flórián tér 6-9. szám alatt található. A telken 1973-ig a Csemege-ház (eredetileg Körtvélyessy áruház) állt. (Az üzletközpont mögött a Kórház utcai piac 1982-1997 között épült.) 

## Története
A várostervezők az 1960-as években a legkorszerűbb kereskedelemfejlesztési elvnek a nagy lakótelepeken történő üzletközpontok kialakítását tartották, melyhez állami norma is meghatározásra került: 1000 lakáshoz 1225 négyzetméter kiskereskedelmi alapterület volt előírva (bár ezek a beruházások gyakran késtek vagy végleg elmaradtak).
A Flórián építését 1973-ban kezdték meg, azonban még ez év nyarán akadályba ütköztek a kivitelezők: az alapok kiásása során az aquincumi légiótábor parancsnoki épületének egy részletére, a díszkapu maradványaira bukkantak. A régészek tiltakozása ellenére az építkezés nem állt le, egy kis rész kivételével a megmaradt falakat elpusztították (egyes részeit fel is robbantották). 
Az üzletközpontot Törőcsik Sándor, a Lakó- és Kommunális Épületeket Tervező Vállalat építészmérnöke tervezte. Az áruházat 1976. június 30-án, Magyarország első bevásárlóközpontjaként avatták fel. A beruházás akkori áron 440 millió forintba került, az áruház alapterülete 19 000 négyzetméter volt. Az árufeltöltést áruszállító alagútban működő 15 teherlifttel oldották meg. Az áruházban légkondícionáló berendezés is működött.
Az üzletközpont megnyitásakor 25 üzlet működött benne (többek között Aranypók, Centrum Áruház, Csemege, Gelka, Keravill, Ofotért, Óra-Ékszer, Röltex, Vasedény).
Az áruház reklámszlogenje a Flórián! Üzletközpont Óbudán. volt.

## Napjainkban
A kezdetek óta fővárosi tulajdon és a BUDAPEST VÁSÁRCSARNOKAI Piacokat, Üzletközpontokat és Vásárcsarnokokat Üzemeltető Kft. (2021 előtt: Fővárosi Önkormányzat Csarnok és Piac Igazgatósága) kezelésében áll. A felújítását 2012-ben fejezték be.
A Kádár-korszak állami nagyáruházaihoz (például: Skála, Centrum, Domus, Divatcsarnok) képest a Flórián szerencsés helyzetben élte túl a rendszerváltás idején lezajlott gazdasági átalakulást: nagy parkolóval rendelkezik, és mivel a közelben nem nyílt komoly konkurencia, a környező lakótelep lakóira stabilan számíthat.
Az üzletközpont kihasználtsága 90%-os maradt, az üzletek mellett egyéb szolgáltatóegységek (például: bank, konditerem)  is találhatóak benne. A becslések szerint naponta közel 15 ezer fő látogatja.